# 羅宋氏
羅宋氏聖名「保納」（法語：Paule Song；1743年—1839年），富家少女，為聖教受苦受難，毫無畏懼，曾為垂危嬰孩付洗（受洗），因此被封为「可敬者（The Venerable）」。

## 生平
羅宋氏早已入教，夫家從事金銀兌換，頗為富有，為四川望族之一，1773年（乾隆38年）夫亡，自此羅宋氏就一心服事主，至各地訪問教友。
- 1775年（乾隆40年），赴貴州傳教，使三十餘人信主改宗，後因地方官阻饒，羅宋氏不得已，忍痛回四川省。[3]
- 1778年（乾隆43年） ，四川省大饑荒，羅宋氏為大批垂危嬰孩付洗（受洗）。
- 1784年（乾隆49年） ，與孫本篶神父前往達州傳教，不幸被官府迫害，百般受辱，歷久方始獲釋。出獄後，上書梅神父，略謂:「所受苦難，不及吾主萬一 ; 惟能代爲付洗嬰孩四十人，頗堪告慰云云。」，並且屢赴貴陽，對教友加以鼓勵。[4]
- 1798年（嘉慶3年） ，體力已衰，但忽起一念，願再往貴州傳教。於是即往貴陽及遵義新城。

羅宋氏在遵義新城，借住於潘姓教友家中，講授教理，與人辯難，信心甚勇 ; 某日，因為新城擧行迎觀音會，婦女趨之若鶩，只剩羅宋氏在街亭中談道，旁若無人。後回貴陽。 4月13日，傳習天主教之禁令又起，羅宋氏與教友十一人被捕，囚禁頗久 ，方獲開釋，遞解出境，逐回四川省。
《黔疆諸證》書傳末曰:「請視此婦，衣食有餘，而不念世福 ; 家業甯丟於族內，代給貧人。念四海之內皆爲兄弟，其爲主愛人之心甚切，特至黔省顧眾信，屢受諸苦，稍不以辭 。如此女流之婦，尤能爲主愛人，吾人不亦效此而行，以延遲乎? 宜自思之!」